# Grzegorz Dolniak
Grzegorz Maciej Dolniak (17. februar 1960 – 10. april 2010) var en polsk politiker.
Han blev valgt ind i Sejm den 25. september 2005 med 12.151 stemmer, som kandidat fra partiet Borgerplatformen.
Han omkom under et flystyrt den 10. april 2010, sammen med bl.a. Polens præsident Lech Kaczyński.